# Otlophorus minutus
Otlophorus minutus är en stekelart som först beskrevs av Rudow 1881.  Otlophorus minutus ingår i släktet Otlophorus och familjen brokparasitsteklar. Inga underarter finns listade i Catalogue of Life.